# Alonso de Cárdenas (gobernador de Florida)
Alonso de Cárdenas fue el gobernador interino de Florida entre 1761 y 1762.

## Biografía
Alonso de Cárdenas se unió a la armada española cuando era joven, logrando un ascenso que le permitió alcanzar el cargo de sargento mayor. En 1761 fue nombrado gobernador interino de Florida, pero tuvo que enfrentarse al rechazo del capitán general de Cuba, Juan de Prado, a su mandato.
Cárdenas solo gobernó durante un año, acabando su administración en 1762, cuando Melchor Feliú asumió el mando.
Alonso de Cárdenas fue enterrado en el cementerio del Campo Santo.